# Francis James Mortimer
Francis James Mortimer, conosciuto anche come FJ Mortimer o come Francis Mortimer (Isola di Portsea, 1874 – Londra, 27 luglio 1944), è stato un fotografo britannico.

## Biografia
Il padre, di nome Francis, era un dentista ed un fotografo amatoriale che fondò insieme ad altri amici il "Portsmouth Amateur Photographic Society". La madre si chiamava Clara Ann ed anche la sorella maggiore aveva lo stesso nome Clara. Amava anche la vela, passione che fin da piccolo, condivideva col figlio Francis. Il ragazzo, crescendo, inventò una macchina impermeabile a scatola, molto più leggera e maneggevole e divenne in poco tempo molto esperto nella fotografia di barche e del mare nelle sue varie espressioni, utilizzando la luce solare filtrata attraverso le vele o anche diretta o riflessa dall'acqua, con cui si era in grado di produrre immagini spettacolari. Secondo la sua visione, le regole base della fotografia fino ad allora conosciute, non si potevano applicare alle riprese nautiche.

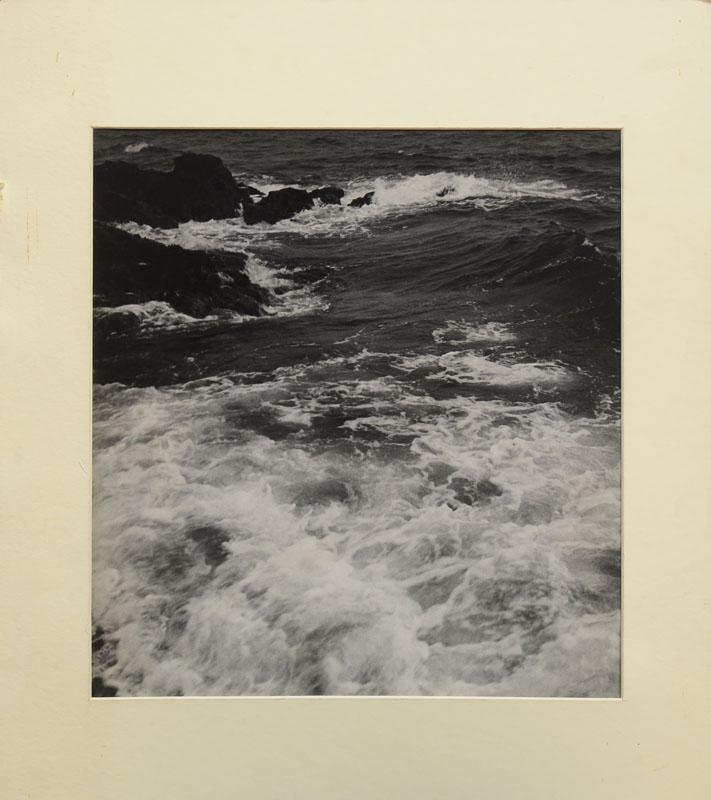
Senza titolo, data ignota

Mortimer fu un fotografo che aderì alla corrente allora molto in voga, quella pittorialista, ma fu tra i pochi che adottarono l'oleotipia come Constant Puyo, Robert Demachy, Léonard Misonne. A differenza di questi ultimi e degli altri pittorialisti però egli ebbe l'intuizione, non solo di manipolare più negativi per realizzare l'immagine, ma di dare origine a quello che poi, dopo ulteriori modifiche, diventerà il bromolio, con cui realizzò stampe estremamente raffinate ancora di genere marinaro ma anche ritratti di donne, che nel primo decennio del nuovo secolo lo resero famoso non solo in Gran Bretagna. Infatti fu eletto ambasciatore per la fotografia in due importanti club australiani nonostante non si fosse mai mosso dalla natia Inghilterra. Divenne membro della Royal Photographic Society, della Linked Ring e fu tra i fondatori del "London Salon of Photography". Prese parte a varie mostre al di qua e al di là dell'Oceano Atlantico.
Sembra che abbia avuto due figli, una femmina e un maschio, quest'ultimo ucciso l'ultimo giorno della prima guerra mondiale mentre era in servizio nella Marina militare. Nel corso della sua carriera di fotografo si aggiudicò coppe e medaglie in numero di 111. Fortemente critico nei confronti delle mode fotografiche americane tra le due guerre sulle quali scrisse svariati articoli, probabilmente fu emarginato dalla comunità americana ed in seguito "dimenticato". Rimase ucciso nel corso del bombardamento nazista su Londra nel luglio del 1944. Nel 2008, la figlia Molly Robertson presentò all'importante Art Gallery of New South Wales di Sidney alcune delle fotografie più famose del padre. Iniziò così la riscoperta di uno dei fotografi più importanti dell'oleotipia e della fase iniziale della scoperta del bromolio.

## Pubblicazioni
- Photograms Of The Year, Legare Street Press, 2023 - ISBN 978-1019742587